# Rudolf Lohse
Rudolf Emil Louis Lohse (* 18. Februar 1904 in Zwickau; † 23. November 1944 in Straßburg) war ein deutscher SS-Führer, zuletzt im Rang eines SS-Brigadeführers.

## Leben und Tätigkeit
Lohse bestritt seinen Lebensunterhalt als Mitarbeiter einer Bank. Er war seit 1922 Mitglied der NSDAP, der er nach dem Parteiverbot zum 25. Juli 1925 erneut beitrat (Mitgliedsnummer 12.209), und gehörte seitdem der SA an. Für die Partei betätigte er sich von 1926 bis 1929 als stellvertretender Ortsgruppenleiter und Schriftwart bei der Ortsgruppe Zwickau. 1926 wurde er Mitglied der SS (SS-Nummer 297).
Im Jahr 1934 war Lohse Führer der SS-Standarte 16 in Breslau. In dieser Stellung wurde Lohse in der Nacht vom 30. Juni zum 1. Juli 1934 vom Kommandeur der schlesischen SS, Udo von Woyrsch, damit beauftragt, die Exekution von sieben führenden Angehörigen der schlesischen SA zu organisieren. Diese Maßnahmen erfolgten im Zuge der politischen „Säuberungsaktion“ der NS-Regierung vom Sommer 1934. Die Todeskandidaten waren Woyrsch zuvor auf einer Todesliste, die ihm vom Geheimen Staatspolizeiamt in Berlin zugeschickt worden war, übermittelt worden. Unter den sieben zu exekutierenden Männern waren u. a. der Polizeipräsident von Gleiwitz und Reichstagsabgeordnete Hans Ramshorn, der Kommandeur der SA-Brigade 21 (Niederschlesien) Eberhard von Wechmar, der SA-Standartenführer Karl Belding, der verdächtigt wurde, ein Attentat auf den SS-Chef Heinrich Himmler versucht zu haben, und der SA-Sturmbannführer und Adjutant des schlesischen SA-Chefs Heines Reinhard Nixdorf. Die Männer waren alle im Laufe des 30. Juni 1934 verhaftet und zur Verwahrung ins Quartier des SS-Abschnitts in Breslau gebracht worden. Dort ließ Lohse sie sich am Abend des 30. Juni vorführen und degradierte sie demonstrativ, indem er ihnen Orden und Rangabzeichen (Kragenspiegel und Schulterstücke) abriss. Im weiteren Verlauf der Nacht übertrug Lohse die tatsächliche Ausführung des Exekutionsauftrages dem SS-Sturmführer Fritz Mohr. Mohr transportierte die sieben zur Erschießung bestimmten SA-Führer gegen 3.00 Uhr nachts mit einem Kommando aus Freiwilligen der 16. SS-Standarte mit mehreren Autos in ein Waldgebiet bei Obernigk, nördlich von Breslau. Dort ließ er die Männer auf einer Lichtung aufreihen, wo sie dann (angestrahlt von den Scheinwerfern der Autos, die sie nach dort gebracht hatten) erschossen wurden. Die Toten wurden an Ort und Stelle verscharrt, später exhumiert und eingeäschert.
Im weiteren Verlauf der 1930er Jahre war Lohse als SS-Oberführer Führer des SS-Abschnitts in Schwerin (1936 bis 1938) und des SS-Abschnitts in Konstanz. Anlässlich der Reichstagswahl vom 10. April 1938 kandidierte Lohse erfolglos für einen Sitz im nationalsozialistischen Reichstag auf der „Liste des Führers zur Wahl des Großdeutschen Reichstages am 10. 4. 1938“.
Während des Zweiten Weltkriegs war Lohse vom 1. Dezember 1940 bis 23. November 1944 Führer der SS im SS-Abschnitt XXXXV im deutsch besetzten Gebiet der französischen Provinz Elsass-Lothringen, der die Standarten 122 und 123 umfasste. In dieser Stellung wurde er am 9. November 1943 zum SS-Brigadeführer befördert. Lohse starb am 23. November 1944 bei Kampfhandlungen in Straßburg. Seine Leiche wurde am Morgen dieses Tages – mit einer Panzerfaust, die er im Kampf getragen hatte – nahe dem Priesterseminar von Straßburg im Bruderhof, vor der Buchhandlung Alsatia, entdeckt. Ein befreundeter SS-Funktionär, der ihn zunächst barg, warf den Toten, nachdem er bemerkt hatte, dass dieser tatsächlich tot war, aus seinem fahrenden Auto auf der Flucht auf die Straße. Seine sterblichen Überreste wurden auf dem Friedhof in Straßburg-Cronenbourg beerdigt.

## Ehe und Familie
Lohse war verheiratet mit Ursula Marianne Süttinger (* 18. August 1908 in Chemnitz; † 9. Juli 1980 in Zwickau). Der Ehe entstammen vier Kinder.

## Beförderungen
- 10. März 1931: SS-Sturmführer
- 20. April 1933: SS-Sturmhauptführer
- 9. November 1933: SS-Sturmbannführer
- 20. April 1934: SS-Obersturmbannführer
- 4. Juli 1934: SS-Standartenführer
- 13. September 1936: SA-Oberführer
- 9. November 1943: SS-Brigadeführer